# Kalmosaari (ö i Puolango, Iso-Laamanen)
Kalmosaari är en liten ö i Finland. Ordet kalmosaari hänvisar antagligen att ön har varit begravningsplats. Ön ligger i sjön Iso Laamanen och i kommunen Puolango och landskapet  Kajanaland. Öns area är omkring 570 kvadratmeter och dess största längd är 40 meter i öst-västlig riktning.